# Zapornica
Zapornica služi za regulaciju protoka vode na preljevu brane. Za regulaciju protoka vode kroz temeljne ispuste služi zatvarač. Preljev brane se sastoji od protočnih polja u tijelu brane, na kojima se smještaju pokretne ustave ili zapornice. Ustava je svaki vodeni kanal u kojem se regulira visina vode, a to se obično izvodi sa zapornicama. Visina ustava, širina i broj protočnih polja zavise od topografskih i hidroloških uvjeta; one mogu da obuhvate cijelu dužinu brane ili samo jedan dio. Širina jednog polja može da iznosi do 50 m, kod valjkastog tipa zapornicama. Kod drugih ona obično ne prelazi 30 m. Najviše zapornice ne prelaze visinu od 20 m.

## Vrste zapornica
Jedan dio zapornica se oslanja na bokove protočnih polja brane ili ustava, a mogu se podijeliti na:
- gredne zapornice
- pločaste zapornice (tablaste zapornice)
- segmentne ili radijalne zapornice
- valjkaste zapornice
- kukaste zapornice

Drugi dio zapornica se oslanja na krunu brane, a mogu se podijeliti na:
- sektorske zapornice
- preklopne zapornice ili zaklopke
- kružne zapornice
- krovne zapornice

### Gredne zapornice
Gredne zapornice izvode se samo kao pomoćni (za održavanje i popravak) zatvarači. One se sastoje od vodoravnih greda, spojenih međusobno na utor i pero, ili s brtvama. Presjek grede zavisi od raspona protočnog polja i od dubine vode. Kad su veličine otvora manje, srednje grede su obično od hrastovog drveta i sve jednake debljine, dimenzionirane prema najvećem tlaku, koji djeluje na dnu zapornice. Za veće raspone upotrebljavaju se čelični I – nosači, s umecima od drveta. Zbog sporog rukovanja pri dizanju i spuštanju, upotrebljavaju se danas samo na manje važnim objektima ili kao pomoćne zapornice na većim objektima.

### Pločaste zapornice
Pločaste zapornice se postavljaju u utore, tako da se mogu klizati i kotrljati. Vododrživost u utorima se osigurava gumenim brtvama. Koriste se za otvore površine do 50 m2. Prosječna visina zapornice 4 do 5 m. Nedostatak pločastih zapornica je da je potrebna dvostruka visina za podizanje zapornice, kao i za smještaj uređaja za podizanje. Rjeđe se koriste na preljevima brane, a češće na temeljnim ispustima. Na donjem bridu zapornice treba osigurati stabilan položaj mlaza.
Mehanizam za dizanje mora biti podešen tako, da se pločasta zapornica može izdignuti barem 0,5 m iznad razine najviše vode, kako bi ispod nje mogli proći plivajući predmeti. Ako su rasponi veći, a time i opterećenja, pločaste zapornice se izrađuju isključivo od čeličnih profila i ploča, a kretanje se vrši zbog velikog trenja samo po kotačima. U tom slučaju, jedan od glavnih problema predstavlja dobra vododrživost (brtvljenje). Kad su visine veće, pa su pločaste zapornice dvostruke (mogu biti i četverostruke), jedan dio gornje zapornice može imati oblik kuke, da bi se omogućilo prelijevanje.

### Segmentne ili radijalne zapornice
Težnja da se izbjegne trenje klizanja ili kotrljanja pri radu s pločastim zapornicama, dovela je do konstrukcije segmentnih zapornica, koje se kreću oko vodoravne osovine, a uspor vrše pomoću kružno ili cilindrično zakrivljenih čeličnih ploča, s potrebnim ukrućenjima. Tijelo segmentnih zapornica naliježe na dvije poluge, koje preko okretnog zgloba prenose sile na oslonce. Kako je segmentna zapornica kružnog oblika, hidrostatički tlak prolazi kroz točku okretanja, čime se izbjegava okretni moment pri podizanju zapornice. 
Preko segmentnih zapornica ne dopušta se prelijevanje, nego voda ističe ispod zapornice. Za podizanje je potrebna manja sila nego kod pločastih zapornica, pa su segmentne zapornice ekonomičnije za visoke tlakove. Velika je prednost tih zapornica da su ležajevi smješteni iznad razine vode i uvijek dostupni, ali je nedostatak što su okretni zglobovi jako opterećeni, pa o njihovoj kvaliteti ovisi trajnost zapornice. 

Segmentne zapornice najčešće se koriste kao zapornice na preljevima većih brana. Zatvaraju površine do 560 m2. Raspon može biti od 15 do 40 m, a visina od 12 do 18 m. Najveća segmentna zapornice je izvedena s dužinom 56 m i visinom 22,5 m. Na bokovima se nalaze limovi koji omogućuju klizanje zapornice. Brtvljenje se izvodi na bokovima i na dnu korištenjem gumenih traka (klize obično po nehrđajućem čeliku).
Za finu regulaciju na segmentnoj zapornici može se izvesti zaklopka, koja omogućuje prepuštanje plutajućih elemenata, leda, granja i slično. Opterećenje hidrostatičkog tlaka prenosi se preko uzvodne površine, te krakova na oslonce.

### Valjkaste zapornice
Valjkaste zapornice se sastoje od šupljeg valjka, koji se pomoću zupčanika kotrlja (podiže i spušta) po kosoj ravnini. Cilindar je otporan na uvijanje, pa je dovoljno primijeniti pogonski mehanizam samo na jednoj strani. Pokretanje se vrši Gallovim ili MAN-lancem. Valjkaste zapornice su vrlo pogodne za velike otvore. Mogu biti visine do 10 m i dužine do 50 m. Na vrhu može biti još i zaklopka.
Prednosti su valjkaste zapornice velika krutost i mogućnost zatvaranja velikih širina otvora, dobro uklanjanje leda, plivajućih objekata i nanosa. Nedostatak je velika cijena (zbog složenosti). Danas se rijetko koriste jer traže veće dimenzije stupova.

### Sektorske zapornice
Sektorske zapornice su dio kružnog valjka koji se kreće oko pokretne osovine pričvršćene za donji, masivni dio brane, u koji se mogu u spuštenom položaju potpuno upustiti. Pogon im je obično hidraulički, a prostor za upuštanje vezan je za donju i gornju vodu. Zapornica je slabo napregnuta sa savijanjem i uvijanjem, te u uzdužnom dijelu ne mora preuzimati velike sile od tlaka vode i vlastite težine, jer se hidrostatički tlak prenosi direktno na masivnu podlogu. Vratilo joj može biti smješteno s uzvodne ili nizvodne strane. Pogodniji je nizvodni položaj, jer je lakša kontrola i održavanje. Nisu pogodne na branama gdje voda pronosi mnogo nanosa, a ni za velike visine uspora. U dužini su gotovo neograničene, jer se oslanjaju na cijeloj dužini protočnog polja. 
Sektorske zapornice se najčešće koriste kao zapornice na preljevima većih objekata. Zatvaraju površine do 560 m2. Raspon može biti od 15 do 40 m,  a visina od 12 do 18 m. Najveća sektorska zapornice je izvedena s dužinom 56 m i visinom 22,5 m. Na bokovima se nalaze limovi koji omogućuju klizanje zapornice. Brtvljenje se izvodi na bokovima i na dnu korištenjem gumenih traka. Za finu regulaciju na sektorskoj zapornici može se izvesti zaklopka koja omogućuje prepuštanje plutajućih elemenata, leda, granja i slično. Opterećenje hidrostatičkog pritiska prenosi se preko uzvodne površine, te krakova na oslonce.

### Preklopne zapornice
Preklopne zapornice su čelične konstrukcije s uspornom plohom od čeličnog lima kad su veće, ili od drveta kad su manje. Pokreću se s obje strane ili jednostrano, u ležajevima koji su pričvršćeni duž praga protočnog polja. Ako se preklopna zapornica uspravlja pod tlakom vode, moment raste s trećom potencijom visine uspora, pa se često stavljaju protuutezi, smješteni u pragu ispod zapornice ili iznad razine vode, čime se moment smanjuje. Normalno se zapornica pokreće mehaničkim putem, motorima ili hidraulički pomoću uljnih cilindara. 
Kad je zavješenje jednostrano na većim rasponima, povećane momente uvijanja i savijanja preuzimaju ukrućenja zapornice u obliku valjaka ili poput ribljeg trbuha. Izborom pogodnog oblika može se postići minimalno opterećenje od vode u svakom položaju zapornice. Preklopne zapornice se ne koriste za visine preko 6 m, a često se koriste kao gornji dio podiznih zapornica, čime se omogućava preljev. U tom slučaju moraju biti tako konstruirane da se preljevni mlaz može prevesti bez štete po donju konstrukciju. 
Na svim preljevnim zapornicama mogu se javiti vibracije zbog stalnih dinamičkih naprezanja, što u izvjesnim uslovima ugrožava stabilnost konstrukcije. Da bi se to spriječilo, treba osigurati potpuno ozračivanje preljeva putem velikih kanala za dovod zraka u stupovima. Osim toga, treba izvesti što kruće temeljenje pragova.

### Krovne zapornice
Krovne zapornice su zapravo dvostruke preklopne zapornice. Sastoji se od uzvodne glavne zapornice oslonjene na nizvodnu zapornicu, kao potporu. Obje zapornice su pričvršćene na prag pomoću zglobova. Prostor ispod tako oblikovanog krova, povezan je kanalima s gornjom i donjom vodom, što omogućava da se putem posebnih zatvarača zapornica stavlja u bilo koji željeni položaj. Pogodan je za niske pragove, jer inače traži velike betonske radove u temeljima. Krovne zapornice su skuplje od preklopnih zapornica, ali se da bolje regulirati.

## Zatvarači na ispustima brana
Ispusti masivnih brana prolaze obično kroz tijelo brane, a ispusti nasutih brana vezani su za obilazne tunele. Ako se pored brane nalazi strojarnica, potrebno je paziti da ispuštanje vode ne ometa rad vodnih turbina ili da bude opasnost za pristupne ceste. Zato se na izlazu ispusta postavljaju regulacijski zatvarači, koji mlaz vode pri odbacivanju raspršuju. Ispusti redovito imaju i uzvodno postavljene sigurnosne zatvarače. Optimalan položaj i način raspršivanja vode, najbolje se može riješiti na hidrauličkim modelima. Zbog velikih brzina koje se pojavljuju pri protoku vode, ispusti su u tunelima i kroz tijelo brane obloženi čeličnim cijevima, dimenzioniranim redovito na puni tlak. 

### Vrste zatvarača na ispustima brana
Zatvarači na ispustima brana se mogu podijeliti u tri grupe:
- pločasti i segmentni zatvarači
- leptirasti i kuglasti zatvarači (radi na principu otvoreno / zatvoreno)
- iglasti i teleskopski zatvarači (reguliraju dio protoka vode)

### Zajedničke osobine i problemi zatvarača
Veliki hidrostatički tlak uvjetuje veliku debljinu (i masu) zatvarača, kao i velike sile za podizanje i spuštanje zatvarača. Teško se postiže vododrživost zbog visokog tlaka i potrebe brtvljenja gornjeg brida zatvarača. Velike brzine ispod zatvarača, koje su rezultat visokog tlaka povećavaju opasnost od kavitacijske erozije. Vibracije mogu nastati zbog periodičnog odljepljivanja mlaza nekontroliranog procurivanja ili nizvodne prepreke (utori, nizvodni zatvarač). Teže su pristupačni za ugradnju, rukovanje i održavanje. Potrebno je osigurati vezu s atmosferskim tlakom nizvodno od zatvarača (aeracijska cijev), da nebi došlo do podtlaka.
Pristup zatvaračima je otežan (osim kod zatvarača na nizvodnom kraju dovoda), jer se nalaze u tijelu brane ili u šahtu duboko ispod površine terena. Prilaz mogu biti šahtovi i galerije (kod betonskih brana) ili šahtovi ili kule s pristupnim mostovima (nasute brane). Mehanizam za pokretanje zatvarača može biti neposredno iznad zatvarača (dubinske zatvaračnice) ili iznad razine u umjetnom jezeru (površinske zatvaračnice).
Ozračno okno (aeracijska cijev) je potrebno jer dovod zraka treba se osigurati iza svakog glavnog i pomoćnog zatvarača (osim zatvarača na kraju cjevovoda). Brzina zraka se kreće oko 45 do 50 m/s. Protok zraka raste s pojačanjem turbulencije mlaza, koji uvlači mjehure zraka u vodeni tok, a turbulencija raste sa silovitošću toka. Promjer aeracijske cijevi se određuje iz uvjeta da podtlak nesmije biti više od 20 Pa, što je obično zadovoljeno za brzine zraka do 45, a najviše do 50 m/s.

#### Pločasti i segmentni zatvarači
Pločasti i segmentni zatvarači se koriste na dovodima velikog poprečnog presjeka s tlakovima do 1000 Pa. Pločasti zatvarači, za razliku od segmentnih zatvarača se koriste u nuždi, za održavanje i kao regulacijski. Prednosti su manje dimenzije otvora, u koji se smješta zatvarač i pogonski mehanizam, jednostavnija i jeftinija konstrukcija, te manja naprezanja u osloncu. 
Segmentni zatvarači se koriste kao regulacijski zatvarači. Postavljaju se najčešće na nizvodnom kraju dovoda, gdje prostor za smještanje zatvarača i pogonskog mehanizma nije ograničavajući faktor. Prednosti su manja pogonska snaga za podizanje zatvarača, bolji uvjeti istjecanja zbog oblika konture zatvarača, lakše i pouzdanije brtvljenje, manja mogućnost kavitacije i vibracije, jer nema prepreka (utora), te veća krutost konstrukcije i bolja otpornost na vibracije.

#### Leptirasti i kuglasti zatvarači
Kod leptirastih zatvarača opterećenje na objekt se prenosi preko kućišta. Najčešće se koristi u slučaju nužde (nesreće) na dovodima pod tlakom. Ne koriste se za regulaciju protoka. Koriste se na padovima do 300 m. Prednosti leptirastog zatvarača su da dobro brtvi, jednostavne je kontrukcije, pouzdan je u korištenju, relativno lagan i malih dimenzija. Nedostatak je da je potrebno premoštenje (engl. bypass) za cijev nizvodno od zatvarača da se postupno napuni vodom, jer naglo podizanje zatvarača može uzrokovati snažan hidraulički udar. Premoštenjem se izjednačavaju tlakovi ispred i iza glavnog zatvarača pa treba manja sila za njegovo pokretanje. 
Kuglasti zatvarač se sastoji od sfernog kućišta i kugle s cilindričnim otvorom, koji odgovara promjeru cijevi. Može se koristiti i pri vrlo velikim tlakovima (17 000 Pa). Ima dva radna položaja: potpuno otvoren i potpuno zatvoren. Koristi se kao zatvarač u slučaju nužde (nesreće), najčešće kod dovoda za hidroelektrane. Odlično brtvi i ima vrlo male hidrauličke gubitke, ali je velikih dimenzija, velike težine i visoke cijene, te je za njegovo pokretanje potrebna velika sila. 

#### Iglasti i teleskopski zatvarači
Iglasti regulacijski zatvarač (“Johnsonov” zatvarač) se koristi kod lučnih brana, kada se mlaz želi točno usmjeriti, bez prskanja. Složene je konstrukcije i vrlo skup, osjetljiv na nanos i kavitaciju na “iglama”. Kontrakcija mlaza iznosi 0,60.
Kružno cilindrični zatvarač se koristi se na dubinskim zahvatima, u vidu kule ili šahta.
Konusni regulacijski zatvarač (“ Howel – Bunger” ili “teleskopski” zatvarač) se sastoji od: nepokretnog cilindričnog kućišta, hidraulički oblikovanih rebara, nepokretnog konusa i pokretnog obodnog valjka (čijim se pomicanjem mijenja protočna površina na izlazu i time regulira protok). Prednosti su laka i ekonomična konstrukcija, radni dio je u suhom (mehanizam za pokretanje zatvarača), izlazni konus raspršuje mlaz i pri tome se disipira energija i može se ispuštati nanos bez da se zatvarač začepi. Nedostaci su prskanje vode (može se izvesti skretanje mlaza u kućištu) i vibracije zbog pomicanja točke odljepljivanja mlaza. Kontrakcija mlaza iznosi 0,75-0,78.